# Sassi di Matera
Sassi di Matera sta dve okrožji (Sasso Caveoso in Sasso Barisano) italijanskega mesta Matera, Bazilikata, dobro znani po svojih starodavnih jamskih bivališčih, naseljenih že od paleolitika.
Sassi je Fodors opisal kot »eno najbolj edinstvenih pokrajin v Evropi«. Skupaj s parkom rupestrskih cerkva ga je UNESCO leta 1993 uvrstil na seznam svetovne dediščine.

## Zgodovina
Sassi izvirajo iz prazgodovinske trogloditske  (prebivalci jam) naselbine in domnevajo, da so med prvimi človeškimi naselbinami v Italiji. Obstajajo dokazi, da so tukaj ljudje živeli že leta 7000 pred našim štetjem.
Sassi so hiše, vkopane v samo apnenčasto skalo, ki je značilna za Bazilikato in Apulijo, lokalno imenovano tufo, čeprav ni vulkanski tuf ali lehnjak. Ulice v nekaterih delih Sassov pogosto potekajo nad drugimi hišami. Starodavno mesto je zraslo na enem pobočju grape, ki jo je ustvarila reka Gravina. Grapa je lokalno znana kot la Gravina.
Izraz sasso izhaja iz latinskega saxum, kar pomeni hrib, skala ali velik kamen.
V 1950-ih je italijanska vlada na silo preselila večino prebivalstva Sassov na območja razvijajočega se sodobnega mesta. Obdani s skrajno revščino in prežeti z malarijo, so nezdrave življenjske razmere veljale za nečloveške in žalitev sodobne nove italijanske republike Alcide De Gasperi. Vendar so ljudje še naprej živeli tudi v Sassijih.
 Matera je edini kraj na svetu, kjer se ljudje lahko pohvalijo, da še vedno živijo v istih hišah svojih prednikov izpred 9000 let.
Do poznih 1980-ih je to veljalo za območje revščine, saj so bile številne od teh hiš in v nekaterih primerih še vedno nenaseljene. Sedanja lokalna uprava pa je postala bolj turistično usmerjena in je s pomočjo Evropske unije, vlade in Unesca spodbujala obnovo Sassov. Danes je tam veliko uspešnih podjetij, pubov in hotelov.

## Geografija
"Sassi" so rasli na območju planote Murgia , ki se razteza med Apulijo in Bazilikato. Skupaj s "Civito" in "Pianom" dva Sasija tvorita staro mestno jedro Matere.

## V popularni kulturi
Sassi vizualno spominjajo na starodavna mesta v Jeruzalemu in njegovi okolici, zato so bili uporabljeni v številnih filmih s krščansko tematiko, vključno z Evangelij po svetem Mateju (Il vangelo secondo Matteo - Pier Paolo Pasolini, 1964), Kristusov pasijon (Mel Gibson, 2004), Zgodba o rojstvu (The Nativity Story - Catherine Hardwicke, 2006) in Ben-Hur (Timur Bekmambetov, 2016).
Pojavili so se tudi v filmu Wonder Woman Patty Jenkins (2017), ki je služil kot lokacija za mesto Amazonk Themyscira , in v filmu Cary Joji Fukunaga No Time to Die (2021), kjer je bil posnet prizor z Aston Martinom Jamesa Bonda, ki dirka skozi.

## Svetovna dediščina
Sassi di Matera so bili leta 1993 vpisani na Unescov seznam svetovne dediščine. Bili so prvo registrirano območje v južni Italiji. Vpis je bil motiviran z dejstvom, da predstavljajo izjemen urbani ekosistem, ki je sposoben ovekovečiti način bivanja v jamah od najbolj oddaljene prazgodovinske preteklosti do sodobnosti. Sassi di Matera so izjemen primer previdne uporabe virov, ki jih zagotavlja narava: vode, zemlje, energije. V poročilu komisije, ki je preverila skladnost lokacije z Unescovim ocenjevalnim kriterijem, kandidatura Matere izpolnjuje naslednje kriterije:
»III. merilo: Sassi in park skalnatih cerkva v Materi predstavljata izjemno pričevanje o izginuli civilizaciji. Prvi prebivalci regije so živeli v podzemnih bivališčih in obhajali bogoslužje v skalnatih cerkvah, ki so bile zamišljene kot zgled prihodnjim rodovom, kako uporabljati lastnosti naravnega okolja za uporabo virov sonca, kamnin in voda.
Merilo IV: Sassi in park skalnatih cerkva Matere sta pomemben primer arhitekturne in krajinske celine, ki je priča pomembnim trenutkom v zgodovini človeštva. Te potekajo od primitivnih podzemnih bivališč, izkopanih v kamnitih fasadah grap, do sofisticiranih urbanih struktur, zgrajenih z izkopanimi materiali, in od dobro ohranjenih naravnih krajin s pomembnimi biološkimi in geološkimi značilnostmi do urbanih krajin s kompleksno strukturo.
Merilo V: Sassi in park skalnatih cerkva Matere sta pomemben primer tradicionalnega človeškega poselitve in rabe ozemlja, ki predstavlja kulturo, ki je že od svojih začetkov ohranjala harmoničen odnos s svojim naravnim okoljem in je zdaj izpostavljen potencialnim tveganjem. Ravnovesje med človekovim posegom in ekosistemom kaže kontinuiteto več kot devet tisočletij, med katerimi so se deli naselja, vrezani v skalo, postopoma prilagajali naraščajočim potrebam prebivalcev.«

## Galerija
- Sasso Barisano
- Sasso Caveoso
- Cerkev st. Pietro Caveoso
- Pogled s hribov
- Notranjost jamske hiše